# Na baště sv. Jiří
Na baště sv. Jiří je ulice na Hradčanech v Praze vedoucí od Písecké brány na Tychonovu ulici. Nazvána je podle bašty svatého Jiří, součásti Mariánských hradeb. Podobně jako nedaleké ulice Na baště sv. Ludmily a Na baště sv. Tomáše kopíruje tvar bývalého barokního opevnění Pražského hradu postaveného v druhé polovině 16. století a první polovině 17. století. Počátkem 20. století začali hradby bourat a v prostoru uvedených bašt vznikla vilová čtvrť, jedna z nejluxusnějších lokalit v Praze.
V letech 1910 - 1913 tu postavili převážně řadové „kotážové“ domy, vily a dvojdomy. 
Kolem ulice je park Charlotty G. Masarykové (dříve Park nebo sad u Písecké brány), kulturní památka České republiky od roku 1971.

## Budovy, firmy a instituce
- Park Charlotty G. Masarykové - Na baště sv. Jiří[6]
- Univerzitní centrum na Baště - Na baště sv. Jiří 13[7][8]